# Elite Clube Desportivo
O Elite Clube Desportivo é um clube brasileiro de futebol, da cidade de Santo Ângelo, no estado do Rio Grande do Sul. Suas cores são vermelho, preto e branco.

## História
O Elite foi fundado em 30 de setembro de 1921 por Paiva Filho, Frederico Schnepfleitner, Inocêncio Silva, Carlos Feldmann, José Lucca, João Silva e Leopoldo Kruel. Teve Frederico Schnepfleitner como seu primeiro presidente. Em 15 de novembro do mesmo ano, realizou a primeira partida de sua história, vencendo o Clube Rio Branco, de Catuípe, pelo placar de 3 a 1. Sua primeira sede estava situada na Farmácia Espíndola, em uma residência pertencente à família Schmidt. Seu primeiro campo localizava-se na atual Praça Leônidas Ribas, em um terreno cedido pela prefeitura de Santo Ângelo.
Após conquistar o tricampeonato da cidade, entre 1939 a 1941, o Elite obteve um bicampeonato entre 1946 e 1947. Em 1949, tornou-se a primeira equipe de Santo Ângelo a realizar uma partida fora do Brasil. Na excursão à Argentina, enfrentou o Oberá, vencendo por 2 a 1. Uma nova visita ao país vizinho foi feita em agosto de 1953, quando o Elite foi derrotado pelo Unión de Posadas (4 a 0) e pelo Posadas (6 a 3).
Em 1958, comandado pelo treinador Percival Garcia de Oliveira, obteve sua principal conquista, quando faturou o título do Campeonato Gaúcho da Segunda Divisão. O jogo do título foi realizado em campo neutro em Carazinho, quando o Elite venceu o Atlântico de Erechim pelo placar de 3 a 2. Uma década depois, foi vice-campeão da terceira divisão gaúcha, em 1968.
Em 1971, o Elite foi o vencedor do último Campeonato Citadino de Santo Ângelo, batendo o Tamoyo por 1 a 0, com um gol de calcanhar de Miguel. Em 10 de julho de 1979, o Elite inaugurou sua nova sede social, construída dentro do Estádio Doutor João Augusto Rodrigues. A sede dispunha de uma sala para a secretaria e de um salão de festas. No mesmo ano, o Elite foi campeão da chave 2 do Campeonato Gaúcho de Futebol Amador.
Em 1987, foi o quarto colocado da Divisão de Acesso.
Em 2014, o Professor Luiz Alberto Steglich, adquiriu as patentes originárias registradas junto ao Instituto Nacional de Propriedade Intelectual - INPI as marcas e patentes do Elite Clube Desportivo, do Grêmio Esportivo Santoangelense e do Tamoyo Futebol Clube.
Em 30 de setembro de 2015, com a constituição do clube empresa em sociedade limitada de capital Elite Clube Desportivo Ltda., com a finalidade de formar jogadores e estruturar o futebol em Santo Ângelo, e em decorrência do recente falecimento do Professor Luiz Alberto Steglich, em 21 de julho de 2015, a família cedeu as marcas para a administração da referida sociedade e seu uso e registros. A sociedade foi constituída pelos empresários Luís Cláudio Gerhardt Steglich e Vicente Beltrão do Nascimento Júnior, ambos denominados gestores do clube, que por decisão dos mesmos, e após uma análise e pesquisa dos torcedores locais e regionais, bem como do desenvolvimento da marca e patente da empresa, adotou o retorno do Elite.
Em janeiro de 2016, o Elite Clube Desportivo visando a constituição de um centro formador de jogadores e de disputa junto a comunidade de Santo Ângelo e região, firmou parceria com o também tradicional agremiação da mesma cidade: o Clube 28.
Em julho de 2016, e em decorrência do rebaixamento da Associação Esportiva e Recreativa Santo Ângelo (detentora por lei municipal do direito de comodato sobre o Estádio da Zona Sul - Raul Oliveira e demais imóveis), foi feita proposta para utilização da estrutura do Estádio bem como a concessão da vaga pelo Elite, em formato de sociedade de cotas de participação. Tal proposta foi aprovada por unanimidade pelo Conselho Deliberativo da Associação Esportiva e Recreativa Santo Ângelo, e formalizada em 29 de agosto de 2016. Ocorre no mês posterior o reconhecimento da FGF e da CBF.
Em 11 de agosto de 2016 tomou posse o presidente do Elite: José Taceli Rodrigues Moreira, e o Diretor Técnico//Treinador da categoria profissional: Jorge Armando Maiben Castro.
Ao longo da disputa da terceira divisão gaúcha em 2017, por problemas financeiros, o Elite acabou por desistir da competição em 9 de junho de 2017, alcançando a 12 colocação. Concluindo o campeonato com o treinador Rafael Locatelli e como presidente o Sr Jocler Alan Aguiar. 
No início de 2018, dia 7 de janeiro, ingressou novo sócio no clube, Sr Laerte Fritsch, substituindo o Sr. Vicente Beltrão do Nascimento Junior. 
Sob a nova proposta de trabalho, o clube quitou as pendências na FGF e reorganizou o departamento de futebol profissional, bem como as categorias e base sub 15 e sub 17. Disputando os estaduais na mesma após 32 anos.
Contratou se o treinador Valduino da Rosa para treinar a equipe profissional.

## Elenco Atual
Lorenzo (10)

## Títulos

### Estaduais
- Campeonato Gaúcho - Série A2: 1958.

### Municipais
- Campeonato Citadino de Santo Ângelo: 1939, 1940, 1941, 1946, 1947, 1953, 1966, 1968 e 1971.

## Artilheiros
1. Walter Steglich - 1937, 1938, 1939, 1940 1941, 1942, 1943, 1944, 1945 e 1946(111 gols)
2. Croharé - 1958[3]
3. Zeca - 1987 (18 gols).